# Làn sóng mới của nhạc heavy metal Mỹ
Làn sóng mới của nhạc heavy metal Mỹ (tiếng Anh: New wave of American heavy metal; viết tắt là NWOAHM, hay new wave of American metal) là một trào lưu nhạc heavy metal bắt nguồn ở Hoa Kỳ trong giai đoạn đầu–giữa thập niên 1990 và mở rộng sang đầu đến giữa thập niên 2000. Một số ban nhạc được xem là nằm trong trào lưu được thành lập sớm như từ cuối thập niên 1980, nhưng phải đến thập niên sau thì mới trở nên giàu ảnh hưởng và có chỗ đứng trong giới nhạc đại chúng. Thuật ngữ được vay mượn từ làn sóng nhạc mới của nhạc heavy metal Anh ra đời vào năm 1979. NWOAHM tập hợp hàng loạt phong cách, gồm alternative metal, groove metal, industrial metal, nu metal và metalcore. Thuật ngữ do Mark Hunter - giọng ca của ban nhạc metalcore người Mỹ Chimaira, đặt ra vào năm 2001.
Tuy thuật ngữ được giới truyền thông sử dụng với tần suất  ngày càng nhiều, định nghĩa của từ này vẫn chưa hoàn thiện. Điều này phần nào là do ngày càng nhiều ban nhạc đồng hóa với các phong cách phổ biến trong NWOAHM, song vẫn chưa tạo được đủ độ khác biệt để sinh ra một thể loại mới. Một phép miêu tả của tác giả nhạc metal lâu năm Garry Sharpe-Young đã giúp phân loại NWOAHM là "hôn phối giữa câu riff phong cách châu Âu và giọng khàn" Một số ban nhạc trong NWOAHM được ghi đã đưa heavy metal trở lại thị trường đại chúng.

## Lịch sử ra đời

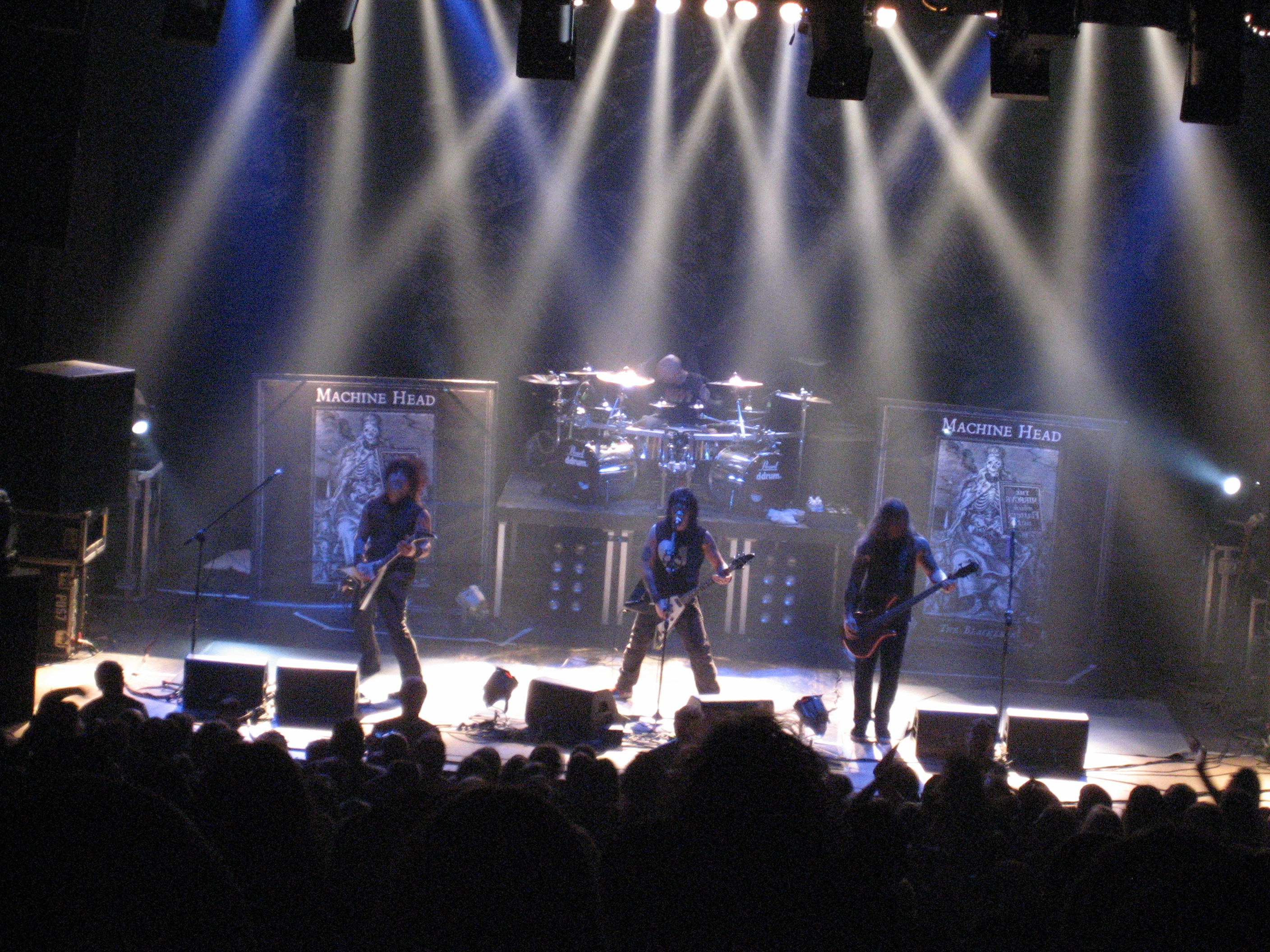
Machine Head biểu diễn vào năm 2007

Làn sóng mới của nhạc heavy metal ở Mỹ bắt nguồn từ một nhóm các nghệ sĩ post-grunge hoạt động từ thập niên 1990 đưa heavy metal "trở lại sự hung hãn cốt yếu của nó" và không lấy cảm hứng từ công thức blues truyền thông mà từ thrash metal và punk. Trong cuốn sách The Next Generation of Rock & Punk, Joel McIver nhận định Korn là những người tiên phong cho làn sóng mới của heavy metal ở Mỹ, và cũng ghi nhận họ là ban nhạc đầu tiên được gắn mác nu metal. Thể loại nu metal phổ biến ở cuối thập niên 1990 và đầu thập niên 2000. Nguồn gốc khác của NWOAHM được cho là từ các ban nhạc như Pantera, Biohazard, Machine Head và Mastodon.

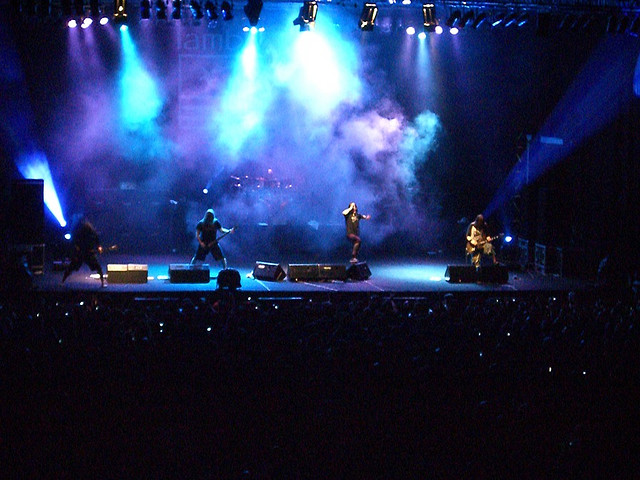
Lamb of God biểu diễn vào năm 2009

Các nhà sản xuất đứng sau bộ phim tài liệu Metal: A Headbanger's Journey (2005) viết về NWOAHM: "Về bản chất, NWOAHM có thể tượng trưng cho sự kích động sôi sục của hormone 'hardcore', nhưng thường thể hiện kiểu kết hợp technical thrash/death metal chính xác và cực kỳ mạnh mẽ chạm đến người nghe bằng giai điệu của metal truyền thống, song thường chỉ trong một đoạn ngắn. Về mặt giọng hát, những ban nhạc này xoay quanh tiếng gầm bắt nguồn Pantera, thiên về death metal, song thường hát 'rõ tiếng' (clean) hoặc 'hát' để làm êm tai người nghe, đôi khi từ thành viên không phải giọng ca chính trong ban nhạc." Họ cũng nhắc đến Unearth, Shadows Fall và Lamb of God là "những thủ lĩnh của trào lưu".
Trong sách New Wave of American Heavy Metal, khi liệt kê những nhân vật đóng góp nổi bật cho làn sóng, Garry Sharpe-Young viết: "...những nhóm đưa giới nhạc metal sang một lãnh địa mới sau grunge [là] Pantera, Biohazard và Machine Head. Từ đây trào lưu trở nên thật sự phong phú, trải dài từ melodic death metal tới progressive metal." Sharpe-Young miêu tả những ban nhạc như Pantera, Biohazard và Machine Head là neo-metal, cho rằng Pantera đã bắt đầu thời kỳ mới của heavy metal cùng sự tham gia của Biohazard và Machine Head. Sharpe-Young liệt kê hàng loạt phong cách đa dạng trong trào lưu làn sóng mới của heavy metal ở Mỹ, trải dài từ giới nhạc Christian metalcore, progressive rock lấy cảm hứng từ thập niên 1970 của Coheed and Cambria, melodic death metal, screamo và "tiểu-gothic" emocore của Alkaline Trio và My Chemical Romance. Ngoài ra, thể loại tập hợp một số phong cách khác nữa gồm alternative metal, groove metal, hardcore punk và metalcore, tuy là metalcore và hardcore punk đã ra đời trước cả NWOAHM gần hai mươi năm. Ngoài ra, một số ban nhạc trong trào lưu có thể kể đến Avenged Sevenfold, Lamb of God, Black Label Society, Slipknot, Mastodon, The Black Dahlia Murder và một số ban nhạc khác.